# Поліоксометалати
Поліоксометалати (рос. полиоксометаллаты, англ. polyoxometallates) — сполуки металів 5 та 6 груп, зокрема ванадію, молібдену, вольфраму, до складу яких входять аніони загальної структури [MO6]n–, що мають форму октаедра.